# Alexandra Kamp

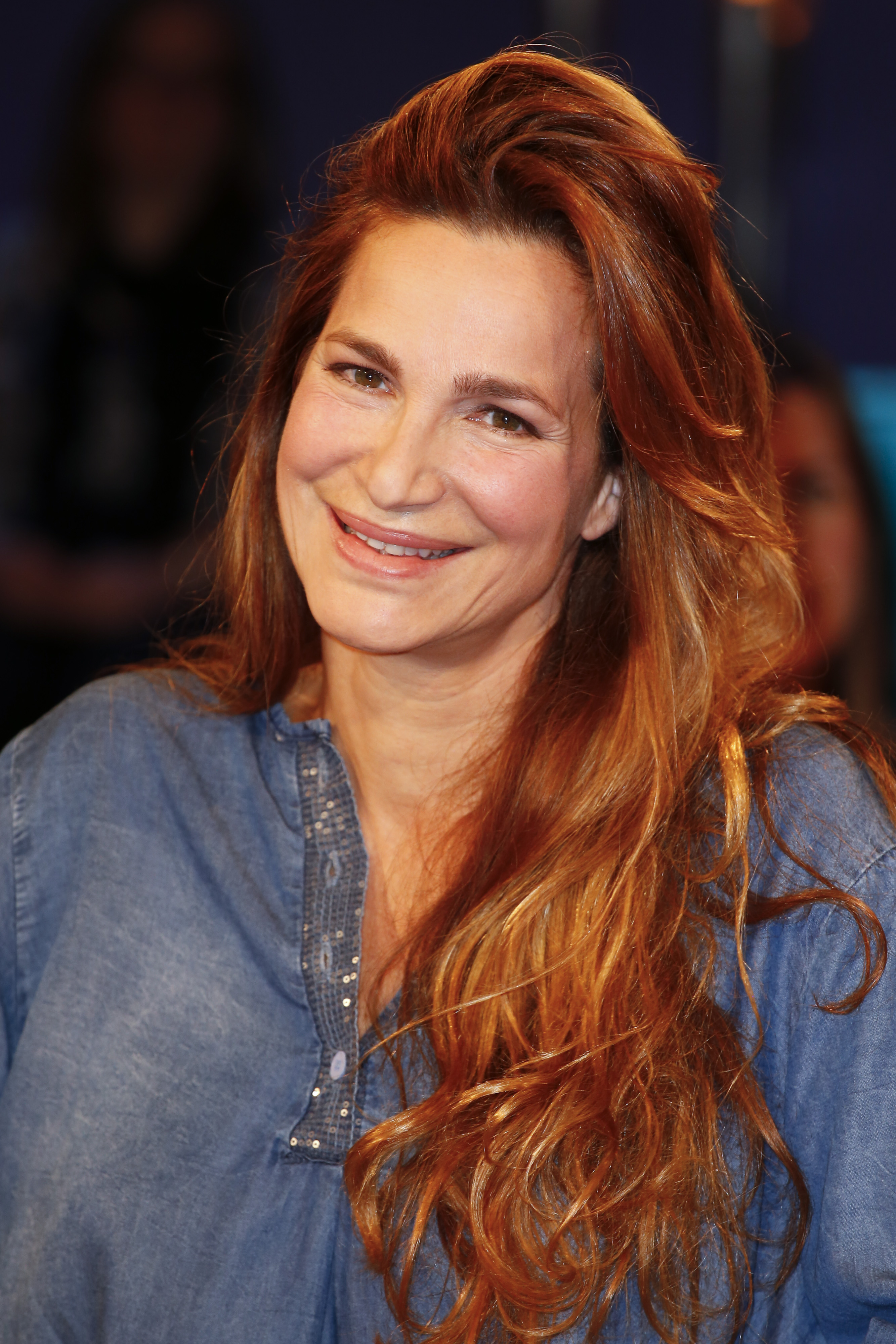
Alexandra Kamp bei der NDR Talk Show, 2016

Alexandra Kamp, auch Alexandra Kamp-Groeneveld (* 29. Dezember 1966 in Karlsruhe) ist eine deutsche Schauspielerin.

## Leben

### Erste Jahre
Alexandra Kamp wurde in Karlsruhe-Rüppurr geboren und wuchs in Baden-Baden auf, wo sie das Abitur auf dem Richard-Wagner-Gymnasium ablegte. Kamps vier Halbgeschwister väterlicherseits (Nicolas, Robin, Dominik und Patricia Kamp) sind die Stiefkinder Frieder Burdas. Ihr Großvater Bobby Kamp schrieb 1948 das durch Hildegard Knef bekannt gewordene Chanson Ich hab’ so Heimweh nach dem Kurfürstendamm. Ihr Vater war Peter Kamp (* 17. Dezember 1939; † 17. Januar 2007), der unter dem Künstlernamen Peter Griffin Ende der 1970er, Anfang der 1980er einige Charterfolge hatte (Spiderman, Hurricane Is Coming, Step by Step).

### Schauspiel-Ausbildung
Sie besuchte die Lee-Strasberg-Schauspielschule in New York. Ihren Lebensunterhalt verdiente sie sich in dieser Zeit als Model beispielsweise für Paco Rabanne und Christian Dior sowie im Manhattaner Restaurant Bouley. In Los Angeles und am Pariser Cours Florent setzte sie ihre Ausbildung fort. Anschließend spielte sie auf Theaterbühnen in Bern, Paris und Baden-Baden.

### Schauspiel-Karriere
Nach einigen Nebenrollen seit 1993 spielte sie in Ernst Josef Lauschers Melodram Ich liebe eine Hure (1998) an der Seite von Uwe Bohm ihre erste Hauptrolle in einem Fernsehfilm. Den ersten Kinoauftritt hatte Kamp 1998 in dem französischen Arthousefilm Riches, Belles, et Cruelles mit Claudia Cardinale, Anouk Aimée und Marisa Berenson. In diesem Jahr stand sie auch für den Kriminalfilm Der Kopp (1998) mit Dietmar Schönherr und Benjamin Sadler vor der Kamera. Im Drama Morgen gehört der Himmel dir (1999) von Ute Wieland spielte Kamp eine Krankenschwester. Ebenfalls im Krankenhausmilieu spielte die Serie Fieber – Ärzte für das Leben. 2000 folgte eine Rolle in Thrill – Spiel um dein Leben. In der ZDF-Produktion Traumzeit nach dem gleichnamigen Roman von Barbara Wood spielte Alexandra Kamp die Rolle der Joanna Williams. Weitere Filme, in denen sie mitspielte, waren Jörg Grünlers Dreiteiler Antonia – Zwischen Liebe und Macht (2000) mit Kai Wiesinger, die Science-Fiction-Komödie 2002 – Durchgeknallt im All (2000) mit Leslie Nielsen, Sehnsucht nach Sandin (2001), The Red Phone (2001).
2003 spielte Kamp die Titelrolle in dem Science-Fiction-Film Sumuru – Planet der Frauen, in dem Michael Shanks die männliche Hauptrolle spielte. 2005 war sie in einer Folge in der zweiten Staffel der RTL-Actionserie Wilde Engel als Bösewicht neben Udo Kier zu sehen und spielte die Rolle des Engels im Musical Ludwig² im Festspielhaus Neuschwanstein in Füssen. 2006 übernahm sie bei den Karl-May-Spielen in Bad Segeberg eine Gastrolle als Ärztin Dr. Kate Brody in Winnetou III und war in der Auftaktfolge zu Home James zu sehen. 2007 übernahm sie die Rolle der Dr. Lena Weingarten in der ARD-Fernsehserie Tierärztin Dr. Mertens. Im April 2007 war sie Jurymitglied des belgischen Filmfestivals in Lüttich. Im Mai 2007 spielte sie die Hauptrolle im Tanztheaterstück Benefit im Berliner Kunsthaus Tacheles. Im August 2007 übernahm sie eine Hauptrolle in der belgischen Mockumentary Vampires (2010), unter der Regie von Vincent Lannoo. Im August 2009 spielte sie in der Filmkomödie Horst Schlämmer – Isch kandidiere! mit. In dieser war sie fiktiv mit Horst Schlämmer liiert und verlobt.
Im Sommer 2014 war Kamp bei den Burgfestspielen Jagsthausen, bei Heilbronn, als Adelheid von Walldorf in Goethes Götz von Berlichingen und in Hans Scheibners Die Geiselnahme zu sehen.

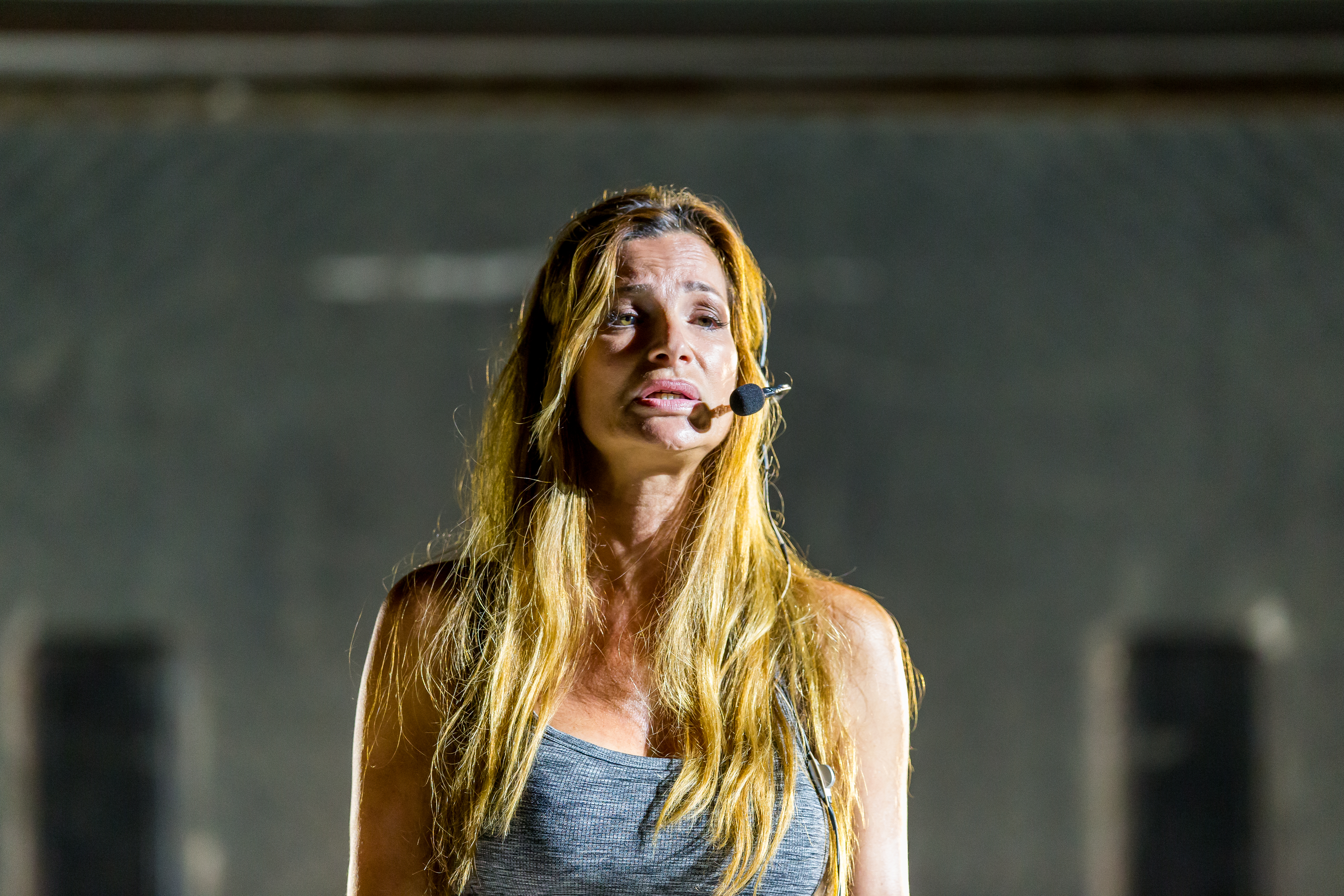
Alexandra Kamp als Assistentin des Produzenten Carmen bei den Nibelungenfestspielen in Worms 2016

### Sonstige Tätigkeit
- Für die Februarausgabe 2007 des deutschen Playboy stand Alexandra Kamp als Aktmodell vor der Kamera.

- Kamp unterstützt Amnesty International sowie das St. Nikolaus-Kinderhospiz im Allgäu, zu dessen Gunsten sie Lesungen hält. Daneben unterstützt sie die Tierschutzorganisation PETA, für die sie sich 2009 als Fotomodell an einer Anti-Pelz-Kampagne beteiligte.[4]

- 2009 erschien ihre Hörbuch-Lesung von Henry Millers Roman Sexus.

- Seit 2012 war sie mit Ben Streubel, Natalia Avelon und Ronald Spiess mit den SWR3-live-lyrix auf Tour.

### Privates
Alexandra Kamp war von 2007 bis Dezember 2021 mit dem Fotokünstler Michael von Hassel liiert.

## Filmografie
- 1994: Alle lieben Julia (26 Episoden)
- 1996: Eine Frau wird gejagt
- 1997: Leise Lügen
- 1997: Küsse niemals Deinen Chef
- 1998: Eine Lüge zuviel
- 1998: Riches, belles et cruelles
- 1998–2000: Fieber – Ärzte für das Leben (21 Episoden)
- 1998: Ich liebe eine Hure
- 1999: Der Kopp
- 1999: Morgen gehört der Himmel dir
- 1999: Tatort: Licht und Schatten
- 2000: Thrill – Spiel um dein Leben
- 2000: Antonia – Zwischen Liebe und Macht
- 2000: 2002 – Durchgeknallt im All (2001: A Space Travesty)
- 2001: Shadow of the Dragon
- 2001: Shadow Fury
- 2001: Antonia – Zwischen Liebe und Macht
- 2001: Barbara Wood: Traumzeit
- 2001: The Red Phone: Manhunt
- 2001: Sehnsucht nach Sandin
- 2002: Halbtot – Half Past Dead (Half Past Dead)
- 2002: Ein himmlisches Weihnachtsgeschenk (Fernsehfilm)
- 2003: Antonia – Tränen im Paradies
- 2003: Deep Freeze
- 2003: Sumuru – Planet der Frauen (Sumuru)
- 2003: Verbrechen aus Leidenschaft
- 2004: Ein Baby für dich
- 2004: Dracula 3000
- 2005: Wilde Engel – Wer schön sein will, muss sterben
- 2006: Um Himmels Willen – Traumfrau
- 2006: Home James: Auftaktfolge
- 2007: Tierärztin Dr. Mertens (Folge 18–22)
- 2009: Horst Schlämmer – Isch kandidiere!
- 2009: Der Zauberregen
- 2010: Vampires
- 2012: Löwenzahn – Laser – Die Jagd nach dem Lichtschwert
- 2010, 2013, 2020: SOKO Stuttgart – Ein eingespieltes Team, Am seidenen Faden, Heilers Tod
- 2010: The Quartering Act
- 2015–2016: Dr. Klein (sechs Episoden)
- 2018: Labaule & Erben
- 2021: Waldgericht – Ein Schwarzwaldkrimi
- 2024: Blutige Anfänger: Feuerwerk

## Auszeichnungen
- 2002: Maxim-Woman of the year (TV-Star)